# Avenida Ecuador (Chillán)
Avenida Ecuador es una arteria vial ubicada en el lado norte de la ciudad chilena de Chillán. Su trazado fue creado por Carlos Lozier bajo el nombre de "Avenida Norte". Esta avenida divide el centro de la ciudad con los sectores de Los Colonos, Santa Elvira y Naval.
Está ornamentada con árboles como Araucaria chilena, Araucaria brasileña, Palmera mexicana y el Arce japonés.
Antiguamente formaba la "Cruz de Riffo" con la Avenida Francia cual fue punto de acceso a la ciudad hasta la construcción de la Ruta 5 Sur. Al costado de esta avenida, escurría las aguas del canal Davinson, que con el Estero Las Toscas, fueron el principal foco de contagio de la Epidemia de cólera de 1887 que hubo en la ciudad.
El año 2010, en la intersección de esta avenida con avenida O'Higgins, fue inaugurado un monumento llamado "Quinchamalí", donado por la familia de Marta Colvin al municipio. Para mayo de 2017 fue inaugurado un centro comercial chino en dicha avenida. Al año siguiente, la avenida formó parte de un grupo de arterias viales, cuales se proyecta la construcción de ciclovías en sus veredas y bandejones centrales.